# Albert Kirk Grayson
Albert Kirk Grayson (* 1935 in Windsor (Ontario), Kanada) ist ein kanadischer Assyriologe. Schwerpunkt seiner Arbeit ist vor allem Assyrien und Babylonien.
Grayson studierte an der University of Toronto mit dem Abschluss als Master of Arts im Jahr 1958. 1962 wurde er an der Johns Hopkins University promoviert. Von 1962 bis 1963 war er Research Assistant am Chicago Assyrian Dictionary Oriental Institute in Chicago und anschließend bis 1964 Assistant Professor an der Temple University in Philadelphia. Danach kehrte er an die University of Toronto zurück, wo er 1972 ordentlicher Professor wurde. Im Jahr 2000 wurde er emeritiert. Er ist Fellow der Royal Society of Canada.

## Schriften (Auswahl)
- mit Donald B. Redford (hrsg.): Papyrus and tablet. Prentice Hall, Englewood Cliffs NJ 1973, ISBN 0-13-648394-1.
- Assyrian and Babylonian Chronicles (= Texts from cuneiform sources. Band 5, ISSN 0082-3759). Augustin, Locust Valley NY 1975.
- The Chronology of the Reign of Ashurbanipal. In: Zeitschrift für Assyriologie. Band 70, 1981, S. 227–245.
- The origin of prophecy. Seers, sothsayers, and prophets in the cradle of civilization (= The Canadian Society for Mesopotamian Studies. Bulletin 23, ISSN 0844-3416). The Canadian Society for Mesopotamian Studies, Toronto Ontario 1992.
- Assyrian rulers of the early first millennium BC. 2 Bände. University of Toronto Press, Toronto u. a.;
  - Band 1: 1114 – 859 BC. (= The royal inscriptions of Mesopotamia. Assyrian periods 2). 1991, ISBN 0-8020-5965-1;
  - Band 2: 858 – 745 BC. (= The royal inscriptions of Mesopotamia. Assyrian periods 3). 1996, ISBN 0-8020-0886-0.